# From Athlete!
『From Athlete!』（フロム・アスリート）は2022年10月1日からJFNCの制作によりJFN系列各局で放送されているスポーツ情報番組である。
この項目では2025年7月からエフエムラジオ新潟で放送されている当番組のスピンオフプログラム『From Athlete! NIIGATA Edi.』についても記載する。

## 概要
2011年10月1日から2022年9月24日までエフエム大阪において、制作・放送された前番組『サタ☆スポ』の放送枠と、その役割を引き継ぎ、新しい土曜朝のスポーツ番組として放送開始。2009年秋開始の『SPORTS GROOVE!!』以降続くスポーツ＋音楽番組の流れを継ぐが、前番組では主にエフエム大阪のスタジオからの放送となっていたものの、本番組では主に東京・半蔵門のJFNCスタジオからの放送となった 。そのため、前番組ではエフエム大阪とJFNCの実質共同制作となっていたが、本番組ではJFNCの実質単独制作となっている。
この本番組では、「日本中のスポーツファン、そしてアスリート」に、この1週間のスポーツニュースに加え、そのスポーツの魅力に加え、その歴史や、注目されているスポーツ競技の選手をそれぞれ紹介するなど、「世界の頂点に立ったからこそ分かる景色」を交え、伝えるものである。

## パーソナリティ
- 萩野公介
- 髙木菜那
- ミノルクリス滝沢
  - 萩野と髙木はスケジュールの都合で宿泊先などからのリモート出演もしくは生出演そのものが無く、一部のコーナーで事前収録という形式での出演となる場合がある。

## 基本放送時間
- 毎週土曜 6:00 - 8:55

### ネット局と放送時間
- 2025年7月現在30局ネット。
- 放送時間は各局ホームページ上のタイムテーブルによる。
- ネット局は全局、ウェブブラウザまたはスマートフォン・タブレット・スマートテレビなどのアプリを介して「radiko」（無料のリアルタイムまたはタイムフリー）または「radikoプレミアム」（有料のエリアフリー）で聴取可能。
- 前番組の制作に携わっていたエフエム大阪では2024年3月まで本番組をネットしていた。
- 前番組最終回時のネット局から新たにエフエムラジオ新潟でのネットが開始された[注 2]。
- AIR-G'、TOKYO FM、K-mix、FM AICHI、エフエム愛媛、FM FUKUOKA、および特別加盟局のinterfmでは番組開始当初から未ネット。
- 2024年1月2日放送分は『From Athlete! New Year スペシャル』として火曜13:00 - 15:55の特別番組で放送され、下記の一部を除く通常放送のネット局に加えてinterfmでも放送された。

| 地域     | 地域              | 放送局名                                    | 放送時間                                  | 中断 |
| -------- | ----------------- | ------------------------------------------- | ----------------------------------------- | --- |
| 東北     | 青森県            | エフエム青森（AFB）                         | - 6:00 - 6:50 - 7:00 - 7:55               | - 6:50 - 6:55：心のともしび - 6:55 - 7:00：FM青森インフォメーション                                                                                    |
| 東北     | 岩手県            | エフエム岩手                                | - 6:00 - 7:00                             | |
| 東北     | 宮城県            | エフエム仙台（Date fm）                     | - 6:00 - 7:00                             | |
| 東北     | 秋田県            | エフエム秋田                                | - 6:00 - 8:30                             | |
| 東北     | 山形県            | エフエム山形（Rhythm Station）              | - 7:00 - 8:40                             | |
| 東北     | 福島県            | エフエム福島（ふくしまFM）                  | - 6:00 - 7:00                             | |
| 関東信越 | 栃木県            | エフエム栃木（RADIO BERRY）                 | - 6:00 - 7:54                             | - 6:54 - 7:00：快適生活ラジオショッピング |
| 関東信越 | 群馬県            | エフエム群馬                                | - 6:00 - 8:55                             | |
| 関東信越 | 新潟県            | エフエムラジオ新潟（FM NIIGATA）            | - 6:00 - 7:25                             | |
| 関東信越 | 長野県            | 長野エフエム放送                            | - 6:00 - 8:20                             | |
| 北陸     | 富山県            | 富山エフエム放送（FMとやま）                | - 6:00 - 7:30                             | |
| 北陸     | 石川県            | エフエム石川（HELLO FIVE）                  | - 6:00 - 7:30 - 8:00 - 8:55               | - 7:30 - 8:00：クロダハウス presentsしあわせ物語 keep smiling                                                                                          |
| 北陸     | 福井県            | 福井エフエム放送                            | - 6:00 - 8:20                             | |
| 東海     | 岐阜県            | エフエム岐阜                                | - 6:00 - 8:55                             | - 8:20 - 8:23：GIFUインフォメーション |
| 東海     | 三重県            | 三重エフエム放送（レディオキューブ FM三重） | - 6:00 - 8:55                             | - 6:54 - 7:00：快適生活ラジオショッピング - 7:54 - 8:00：快適生活ラジオショッピング - 8:20 - 8:23：レディオキューブ トラフィック                       |
| 近畿     | 滋賀県            | エフエム滋賀（e-radio）                     | - 6:00 - 8:55                             | - 8:21 - 8:24：交通情報 |
| 近畿     | 兵庫県            | 兵庫エフエム放送（Kiss FM KOBE）            | - 6:00 - 7:00                             | |
| 中国     | - 鳥取県 - 島根県 | エフエム山陰（V-air）                       | - 6:00 - 7:55                             | |
| 中国     | 岡山県            | 岡山エフエム放送                            | - 6:00 - 7:55                             | |
| 中国     | 広島県            | 広島エフエム放送（HFM）                     | - 6:00 - 6:40 - 7:00 - 7:30 - 8:00 - 8:55 | - 6:40 - 6:55：旬!SHUN!ピックアップ - 6:55 - 7:00：ECO LIFE～幸せのヒント～ - 7:30 - 7:55：となりのカイシャに聞いてみた! - 7:55 - 8:00：HFM POWER PUSH |
| 中国     | 山口県            | エフエム山口（FMY）                         | - 6:00 - 8:55                             | - 8:20 - 8:25：道路交通情報 - 8:25 - 8:30：FMY PUSH ONE                                                                                                |
| 四国     | 徳島県            | エフエム徳島                                | - 6:00 - 8:40                             | |
| 四国     | 香川県            | エフエム香川                                | - 6:00 - 7:30                             | |
| 四国     | 高知県            | エフエム高知（Hi-Six）                      | - 6:00 - 8:40                             | - 7:55 - 8:00：言の葉歳時記 |
| 九州     | 長崎県            | エフエム長崎（FM Nagasaki）                 | - 6:00 - 8:55                             | - 7:22 - 7:27：快適生活ラジオショッピング - 7:55 - 8:00：タウンナビ - 8:18 - 8:23：快適生活ラジオショッピング                                          |
| 九州     | 熊本県            | エフエム熊本（FMK）                         | - 6:00 - 8:40                             | - 7:22 - 7:27：POWER WAVE - 8:20 - 8:23：POWER WAVE |
| 九州     | 大分県            | エフエム大分（Air-Radio FM88）              | - 6:00 - 8:55                             | - 7:45 - 8:00：今旬!いいもの百貨店 |
| 九州     | 宮崎県            | エフエム宮崎（JOY FM）                      | - 6:00 - 6:40 - 7:00 - 7:30 - 8:00 - 8:40 | - 6:40 - 6:55：小倉・IMALUの〇〇玉手箱 - 6:55 - 7:00：J's Time - 7:30 - 7:55：となりのカイシャに聞いてみた! - 7:55 - 8:00：J's Time                    |
| 九州     | 鹿児島県          | エフエム鹿児島（μFM）                       | - 6:00 - 8:55                             | - 7:22 - 7:27：μパブリック |
| 沖縄県   | 沖縄県            | エフエム沖縄                                | - 6:00 - 8:55                             | - 7:24 - 7:26：FMサタデーインフォメーション - 8:21 - 8:23：FMサタデーインフォメーション                                                                |

### 放送を打ち切った局
| 地方 | 放送対象地域 | 放送局名     | 末期放送時間 | 放送期間                      | 備考 |
| ---- | ------------ | ------------ | ------------ | ----------------------------- | --- |
| 近畿 | 大阪府       | エフエム大阪 | 6:00 - 7:30  | 2022年10月1日 - 2024年3月30日 | 『SET LIST for you』開始のため打ち切り。                                                                                      |
| 九州 | 佐賀県       | エフエム佐賀 | 6:00 - 8:55  | 2022年10月1日 - 2025年5月31日 | 6時台『FM名曲コレクション』、7時台『MUSIC ASSORT』、8時台『19BOX 〜あの日の忘れもの〜』（再放送）をそれぞれ開始のため打ち切り |

## From Athlete! NIIGATA Edi.
『From Athlete! NIIGATA Edi.』（フロム・アスリート! ニイガタ・エディション）は2025年7月11日から9月26日までの全12週、FM-NIIGATAで放送されているスポーツ情報番組である。新潟市中央区にあるFM-NIIGATAの万代シテイサテライトスタジオからの公開生放送を実施しており、萩野、髙木、ミノルクリスの3人が当番組にも出演する（スケジュールの関係で週によってはリモート出演や出演そのものがないこともある）。なお、毎週金曜日の当時間帯にネットしている『デイリーフライヤー』はこの期間は臨時で未ネットとなるほか、13時30分から放送されている『SOUND SPLASH』も開始時刻を15時に繰り下げ、時間短縮して対応する。
新潟のスポーツシーンにスポットを当てる2025年夏3か月限定のスペシャルプログラムで、新潟の若きアスリートの紹介や新潟のスポーツ団体や注目のチームへのインタビュー、週ごとでスポーツに関するテーマを設け意見を出し合うコーナーなどで構成されている。
当番組はFM-NIIGATAのローカル放送で他のエリアにはネットされていないが、radikoのエリアフリー機能を使用すれば聴取可能である。